# A Juventus FC szurkolótábora

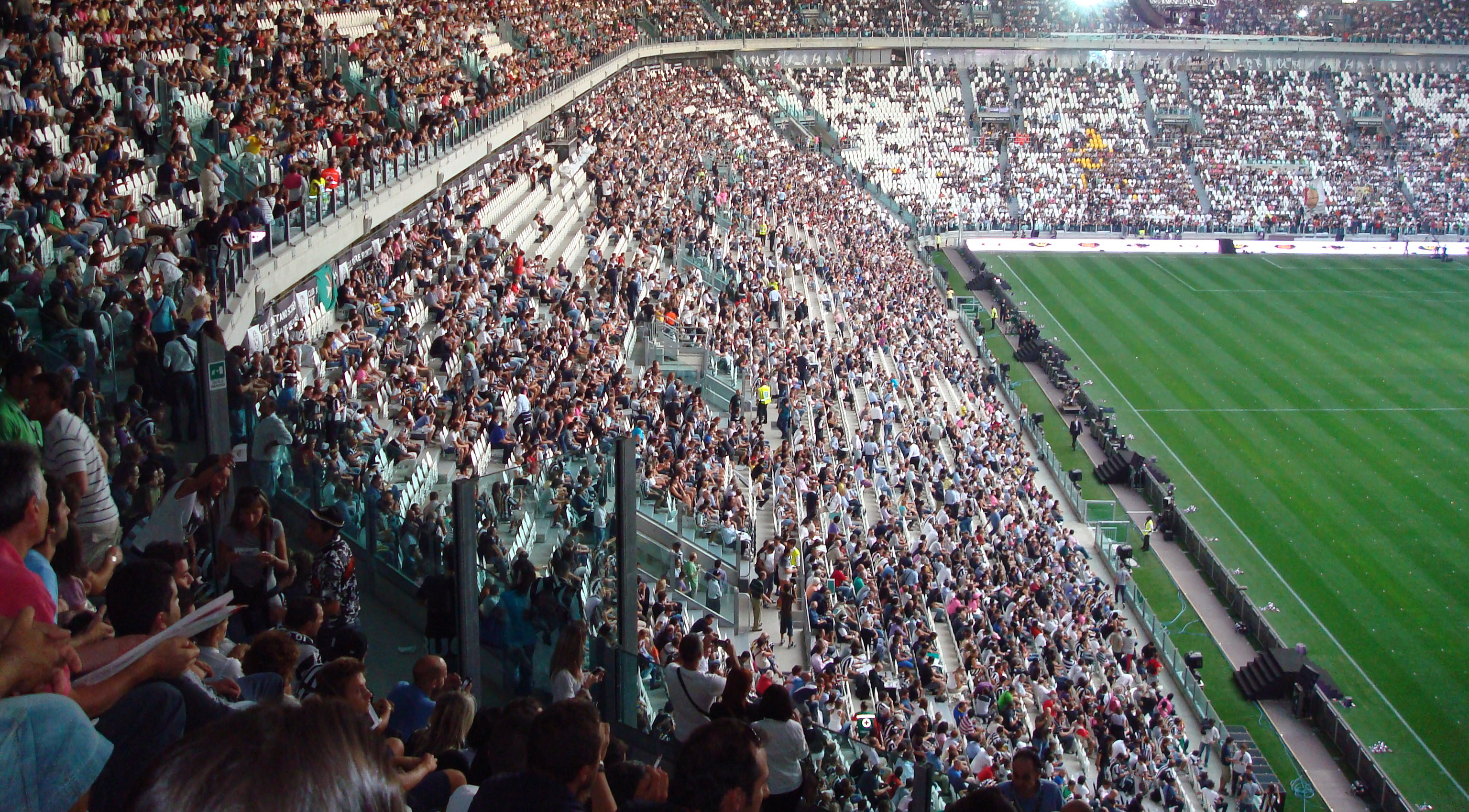
A Juventus szurkolói a Juventus Stadionban

Ez a szócikk a Juventus szurkolói csoportjairól szól. Az első ilyen csoportokat 1970-ben alapították, míg 1976-tól léteznek hivatalos szurkolói csoportjai a Juventusnak. A különböző szurkolói csoportok manapság a Stadio Olimpico di Torino stadium Curva Sud szektorában kísérik figyelemmel a hazai meccseket.

## Történelem
1970-ben létrejött 2 szurkolói egylet a Venceremos és az Autonomia Bianconera. Ezek még nem voltak hivatalos, szervezett csoportok. 1976-ban két valódi szurkolói csoport jött létre, a Fossa dei Campioni és a Panthers. Egy évre rá az egyik leghíresebb rajongói csoport a Fighters is megalakult.
Közel 10 év után egyre több csoport alakult meg (Gioventu Bianconera, Area Bianconera, Indians, Viking, Nucleo Armato Bianconero). Utóbbi két csoport többször keveredett balhékba, verekedésekbe, így elmondható, hogy megalakult a klub rajongói között a keménymag. 1893-ban volt az első szervezett meccslátogatás Liegebe (Belgium). 1897-ben egy újabb botrány következtében a méltán híres Fighters feloszlott, ám ezt követően több másik csoporttal megalapították a Arancia Meccanica (magyarul: Mechanikus narancs) nevezetű klubot. A név egy Stanley Kubrick film címéről kapta a nevét, és mivel a film elég erőszakos volt sokszor kapcsolták össze a klubot az erőszakkal ezért később névváltoztatásra kényszerültek. Ám az új név, még inkább nagy port kavart, mivel a Drughi elnevezés szintén a filmből kivett bandanév volt. Ennek ellenére mára már a legnagyobb szurkolói csoport. 1993-ban a Drughiból kiváltak tagok és megalapították a régi Fighters-t. A két szurkolói csoport közt 4 évig tartó rivalizálás volt, azért, hogy kié legyen a Curva Scirea (Scirea-kanyar).
'96-ban a csapat megnyerte a BL-t, ez összekovácsolta a szurkolókat és a Scirea-kanyar csoportjai (köztük a Fighters és a Drughi is) egyesültek és megalapították a Black and White Fighters Gruppo Storico 1977-et. Ekkortájt egy másik csoport, nevezetesen az Irriducibili Vallette is tekintélyt szerzett magának az északi kanyarban. Az egylet nem a legmegfelelőbben működött, ezért 2002-ben a feloszlás mellett döntöttek.
2001-ben Bruxelles Bianconera néven újabb, brüsszeliekből álló csoport jött létre. A tagok minden hazai és külföldi mérkőzésen képviseltetik magukat, így nagy tiszteletnek örvendenek a többi szurkolótábor mellett.
2003-ban a Juventus egy projekttel állt elő, melyben a La Curva Nord csatlakozott a Centro Coordinamento Juventus Club-hoz. Utóbbi szervezet fogta össze az összes hivatalos olasz és külföldi juvés szurkolói csoportot. Ezek után a csapat kitiltott mindenféle csoportot az északi kanyarból és még zászlókat, transzparenseket sem helyezhettek el. Ez elég nagy hiba volt a vezetőség részéről, mivel sok dalt nem annyira hallani a mérkőzések alatt épp ennek a következményeképpen.
2003-ban a Noi Soli nevű csoport is létrejött korábbi Viking és N. A. B. tagokból. Sokszor éles összetűzésbe keveredtek az      Normal   0   21         false   false   false                             MicrosoftInternetExplorer4          Irriducibili tagjaival. 2004-ben úgy tűnt feloszlanak, ám a maradék 52 taggal a folytatás mellett döntöttek. Jó viszony alakult ki a Fighters és e klub tagjai közt és most már nagy létszámmal képviseltetik magukat mind a hazai mind a vendég mérkőzéseken.
Ez idő tájt a Viking is újjáéledt, szinte ugyanazokkal a tagokkal. A címerük a régi volt ám, mert mind a rendőrséggel mind a klubbal rossz viszonyba vannak ezért csak az idegenbeli meccseken tehetik ki transzparenseiket.